# Бейкерсвілл (Меріленд)
Бейкерсвілл (англ. Bakersville) — переписна місцевість (CDP) в США, в окрузі Вашингтон штату Меріленд. Населення — 30 осіб (2010).

## Географія
Бейкерсвілл розташований за координатами 39°30′53″ пн. ш. 77°45′25″ зх. д. / 39.51472° пн. ш. 77.75694° зх. д. (39.514829, -77.757048).  За даними Бюро перепису населення США в 2010 році переписна місцевість мала площу 0,13 км², уся площа — суходіл.

## Демографія
Згідно з переписом 2010 року, у переписній місцевості мешкало 30 осіб у 12 домогосподарствах у складі 10 родин. Густота населення становила 228 осіб/км².  Було 13 помешкання (99/км²).
Расовий склад населення:
| - 100,0 % — білих |

До двох чи більше рас належало 0,0 %. Частка іспаномовних становила 0,0 % від усіх жителів.
За віковим діапазоном населення розподілялося таким чином: 16,7 % — особи молодші 18 років, 73,3 % — особи у віці 18—64 років, 10,0 % — особи у віці 65 років та старші. Медіана віку мешканця становила 43,5 року. На 100 осіб жіночої статі у переписній місцевості припадало 114,3 чоловіків;  на 100 жінок у віці від 18 років та старших — 108,3 чоловіків також старших 18 років.
Цивільне працевлаштоване населення становило 42 особи. Основні галузі зайнятості: транспорт — 50,0 %, освіта, охорона здоров'я та соціальна допомога — 26,2 %, роздрібна торгівля — 23,8 %.